# Tsetserleg
För andra betydelser, se Tsetserleg (olika betydelser).
Tsetserleg (Цэцэрлэг; uttal: [tsʰitsʰərɮək]) är huvudstaden i provinsen Archangaj i Mongoliet. Den ligger på nordsluttningen av Changajbergen ungefär 400 kilometer sydväst om landets huvudstad Ulan Bator. Staden har runt 20 000 invånare.
Staden har ett gammalt lamakloster som byggdes under Qingdynastin.

## Källa
- Sanders, Alan J. K. (2010) (på engelska). Historical dictionary of Mongolia [Elektronisk resurs]. Historical dictionaries of Asia, Oceania, and the Middle East ; 74 (3rd ed.). Lanham, Md.: Scarecrow Press. Libris 13908803